# Anthurium clavigerum
Anthurium clavigerum là một loài thực vật có hoa trong họ Ráy (Araceae). Loài này được Poepp. miêu tả khoa học đầu tiên năm 1845.